# Montembœuf
Montembœuf ist eine französische Gemeinde mit 659 Einwohnern (Stand 1. Januar 2022) im Département Charente in der Region Nouvelle-Aquitaine; sie gehört zum Arrondissement Confolens und zum Kanton Charente-Bonnieure. Die Einwohner werden Montembelviens genannt.

## Geografie
Montembœuf befindet sich etwa 33 Kilometer ostnordöstlich von Angoulême. Umgeben wird Montembœuf von den Nachbargemeinden Cherves-Châtelars im Norden und Nordosten, Le Lindois im Osten und Süden, Mazerolles im Süden und Südwesten, Saint-Adjutory im Südwesten und Westen sowie Vitrac-Saint-Vincent im Westen und Nordwesten.

## Bevölkerungsentwicklung
| Jahr                       | 1962 | 1968 | 1975 | 1982 | 1990 | 1999 | 2006 | 2019 |
| Einwohner                  | 777  | 756  | 676  | 701  | 708  | 669  | 692  | 650  |
| Quellen: Cassini und INSEE |      |      |      |      |      |      |      |      |

## Sehenswürdigkeiten
- neogotische Kirche Saint-Sixte von 1906

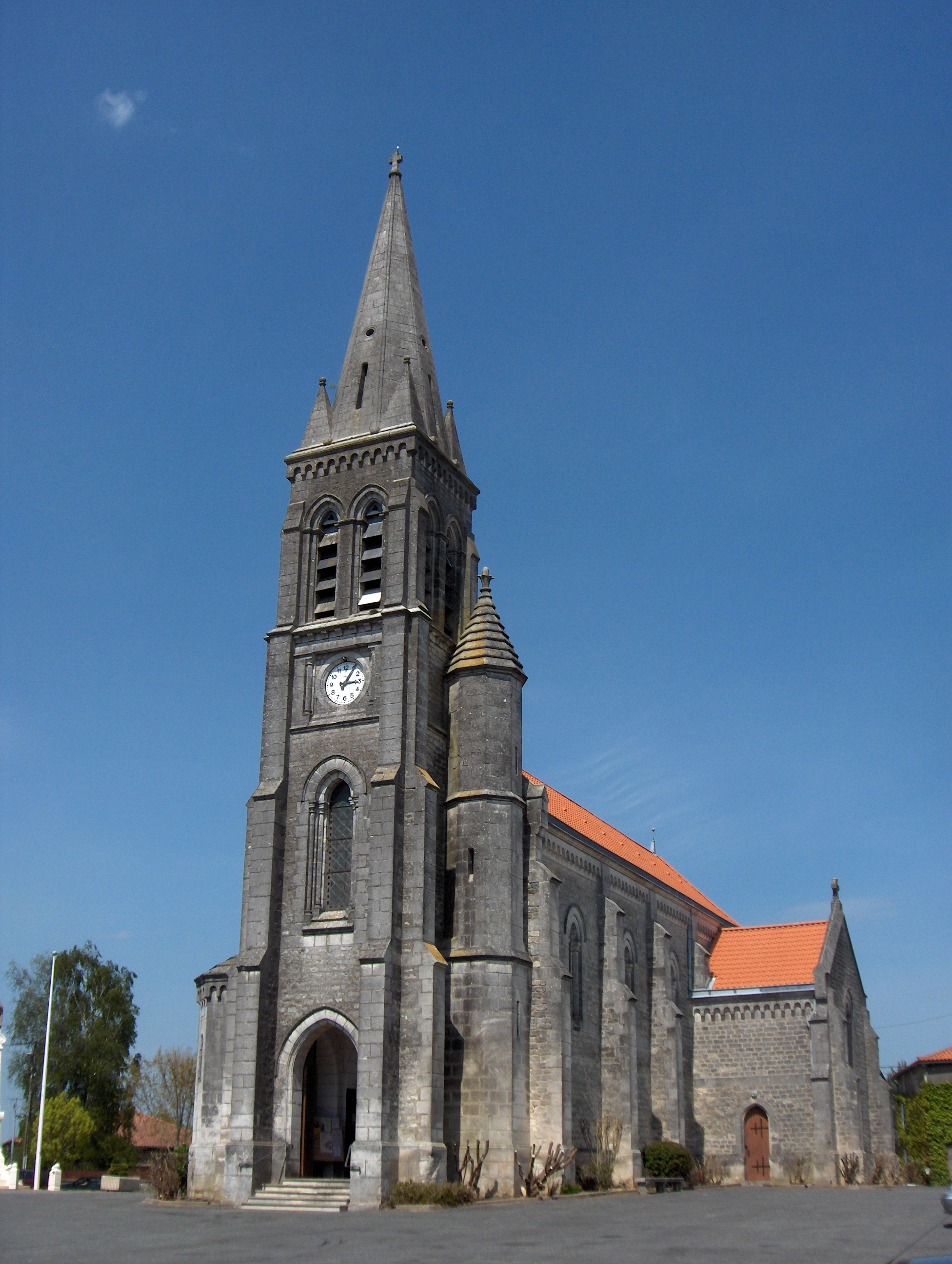
Kirche Saint-Sixte

- ehemalige Schlosskapelle